# Film sentimentale

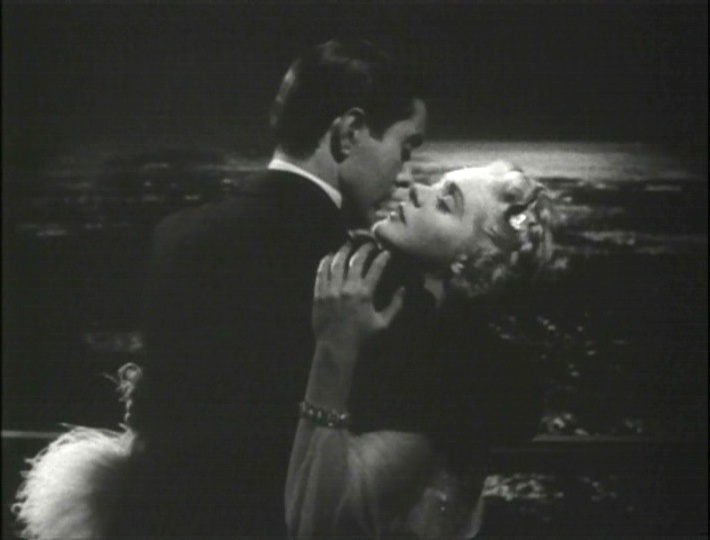
Tyrone Power abbraccia appassionatamente Alice Faye nel film del 1938 La grande strada bianca.

 I film romantici  coinvolgono storie d'amore romantiche registrate nei media visivi per essere trasmesse nei cinema o in televisione incentrate sulla passione, sull'emozione e sull'affettuoso coinvolgimento romantico dei personaggi principali. In genere viene presentato il loro viaggio attraverso gli appuntamenti , il corteggiamento o il matrimonio. Questi film fanno della ricerca dell'amore romantico il fulcro principale della trama. Occasionalmente, gli amanti del romanticismo affrontano ostacoli come finanze , malattie fisiche , varie forme di discriminazione , restrizioni psicologiche o resistenza familiare. Come in tutte le relazioni romantiche forti, profonde e intime, le tensioni della vita quotidiana, le tentazioni (di infedeltà) e le differenze di compatibilità entrano nelle trame dei film romantici.
I film romantici spesso esplorano i temi essenziali dell'amore a prima vista, dell'amore giovane e maturo, dell'amore non corrisposto, dell'ossessione, dell'amore sentimentale, dell'amore spirituale, dell'amore proibito, dell'amore platonico, dell'amore sessuale e passionale, dell'amore sacrificale, dell'amore esplosivo e distruttivo e dell'amore tragico. I film romantici servono come grandi fughe e fantasie per gli spettatori, soprattutto se i due protagonisti finalmente superano le loro difficoltà, dichiarano il loro amore e sperimentano il loro "per sempre felici e contenti", spesso implicito in una riunione e in un bacio finale. Nelle serie televisive romantiche, lo sviluppo di tali relazioni romantiche può svolgersi in molti episodi o diversi personaggi possono intrecciarsi in diversi archi romantici.
Lo sceneggiatore e studioso Eric R. Williams identifica i film romantici come uno degli undici supergeneri nella tassonomia dei suoi sceneggiatori , sostenendo che tutti i lungometraggi narrativi possono essere classificati in base a questi supergeneri. Gli altri dieci supergeneri sono azione, crimine, fantasy, horror, fantascienza, commedia, sport, thriller, guerra e western.

## Sottogeneri
- Il dramma romantico è il film sentimentale per eccellenza. Questi film in genere pongono maggiormente l'accento sull'atto sessuale e le figure degli amanti di quanto non facciano le commedie romantiche, e non vi è un minor uso del "confidente di fiducia". La musica è spesso utilizzato per indicare lo stato d'animo emotivo, creando un clima di maggiore isolamento per la coppia. La conclusione di un dramma romantico in genere non indicano se si verificherà un matrimonio. Un esempio del film dramma romantico è I ponti di Madison County.[2]
- Il chick flick è un termine spesso associato a film sentimentale in quanto molti si rivolgono ad un pubblico femminile.[3][4] Anche se molti film sentimentali possono essere rivolti alle donne, questa non è una caratteristica distintiva di un film sentimentale e un film chick flick non necessariamente utilizza una storia d'amore come tema centrale, ruota intorno al coinvolgimento romantico dei protagonisti o anche contiene una relazione romantica. Come tali, i termini non possono essere usati in modo intercambiabile. I film di questo genere includono Dirty Dancing, Le pagine della nostra vita, Dear John, I passi dell'amore e Romeo + Giulietta.
- Le commedie romantiche sono film commedia con trame divertenti e spensierate, incentrate su ideali romantici. Film di questo genere includono: Love Actually, Stregata dalla luna, Accadde una notte, Harry, ti presento Sally..., La neve nel cuore, 27 volte in bianco e L'amore non va in vacanza.
- Il thriller romantico è un genere di film che ha una trama che unisce elementi del romanticismo e del film di genere thriller. Alcuni esempi di film thriller romantici sono I guardiani del destino, Mr. & Mrs. Smith, Il fantasma dell'Opera, Super 8, The Tourist, L'amore infedele - Unfaithful e Appuntamento a Wicker Park.[5]